# متحف الإنسان
متحف الإنسان (بالفرنسية Musée de l'Homme) هو متحف أنشأه عالم الأعراق الفرنسي بول ريفيه (بالفرنسية Paul Rivet) سنة 1937 ويعد امتداداً لمتحف علم الأعراق في تروكاديرو (بالفرنسية Musée d'Ethnographie du Trocadéro) الذي أنشئ سنة 1878. ومتحف الإنسان مركز بحثي يخضع لإشراف عدة وزارات فرنسية وللمركز الوطني (الفرنسي) للبحث العلمي CNRS، ويعد متحف الإنسان واحداً من سبعة أقسام يضمها المتحف الوطني للتاريخ الطبيعي في باريس.
يشغل متحف الإنسان الجانب الأكبر من جناح «باسي» في قصر شايوه (بالفرنسية Palais de Chaillot) في المنطقة الإدارية السادسة عشرة. وسوف يتم نقل جزء من معروضات المتحف إلى متحف برانلي.
نظراً لمرور المتحف بفترة تجديد وترميم فقد تقرر إغلاقه من مارس 2009 وحتى سنة 2012، ورُصد لعملية التجديد هذه مبلغ قدره 52 مليون يورو.

## تاريخ المتحف

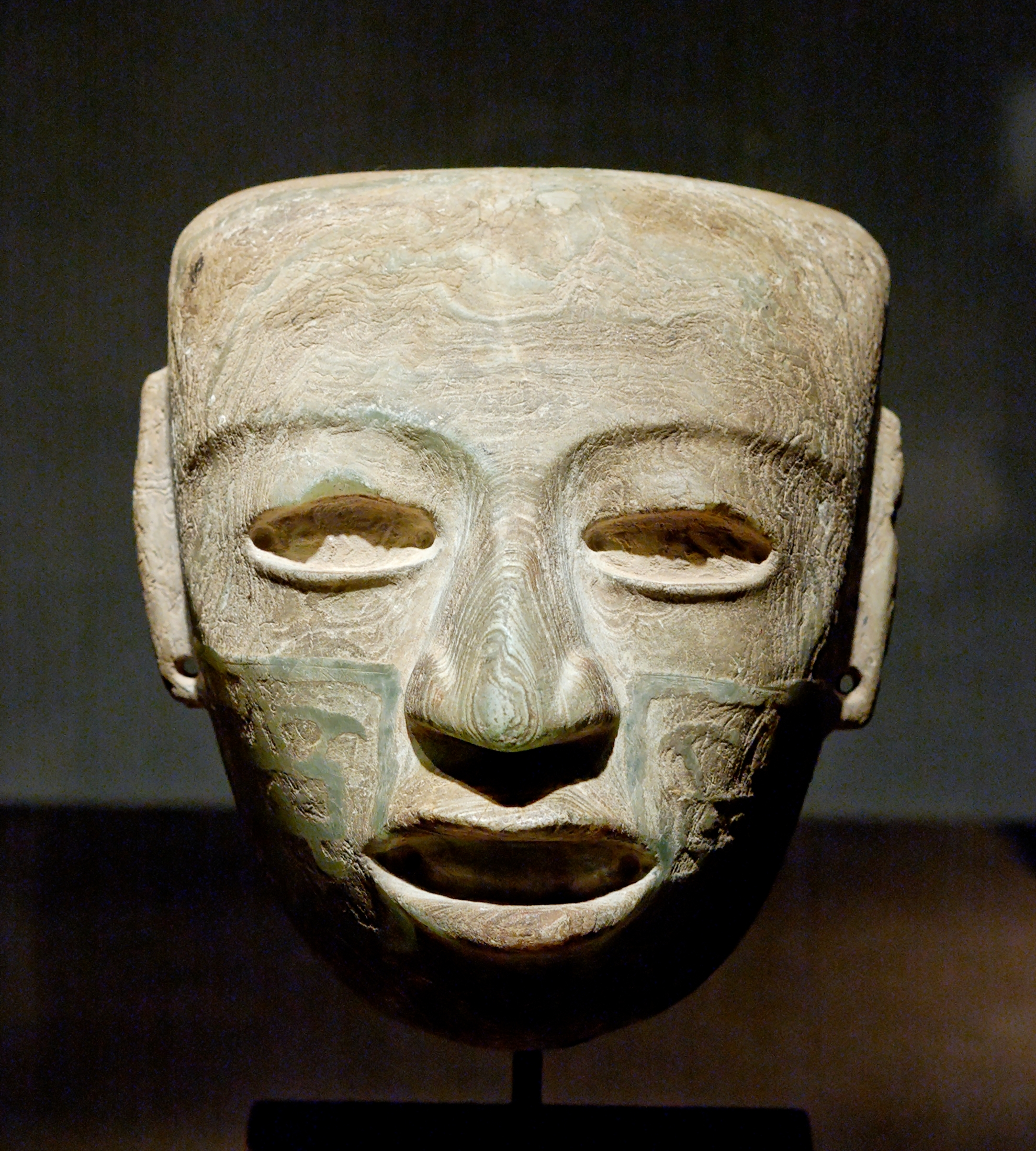
قناع من الرخام من مدينة تيوتيهواكان التاريخية بالمكسيك، يرجع تاريخه إلى الحقبة الكلاسيكية (بين القرنين الثالث والسابع الميلاديين)

ورث متحف الإنسان مقتنياته عن مجموعات تاريخية جُمعت منذ القرن السادس عشر وما بعده من مخازن التحف ومن المخازن الملكية، وقد أضيف إلى هذه المجموعات خلال القرن التاسع عشر، وظلت هذه التحف هناك حتى اليوم. وكان الهدف من إنشاء هذا المتحف هو تجميع كل ما يتعلق بالإنسان: تطور الكائن البشري (حقب ما قبل التاريخ) والتجمعات والتفرقات البشرية (علم الإنسان أو الأنثروبولوجي) وما يعبر عن الحياة الاجتماعية والثقافية للإنسان (علم الأعراق).
وتتألف معظم «مجموعة علم الأعراق» من دمى تمثل شعوب المستعمرات الفرنسية السابقة، مع بعض الأسلحة والأدوات الأخرى، وقد نقلت هذه المقتنيات إلى متحف الإنسان بين عامي 1910 و1917 من متحف الجيش (بالفرنسية Musée de l'Armée) وهو جزء من متاحف الأنفاليد ، كما توجد أيضاً في متحف الإنسان صور للمغاربة التقطها المصور كليرامبو Clérambault
وقد انخرط العديد من أعضاء متحف الإنسان (ومنهم بول ريفيه مؤسس المتحف نفسه) في المقاومة الفرنسية أثناء الاحتلال النازي للبلاد.
- في يوليو 2020، سلمت فرنسا رفات 24 جزائريًا كانوا من قادة المقاومة الشعبية الجزائرية ضد الاستعمار الفرنسي على الجزائر.[4]

## من أهم مقتنيات المتحف

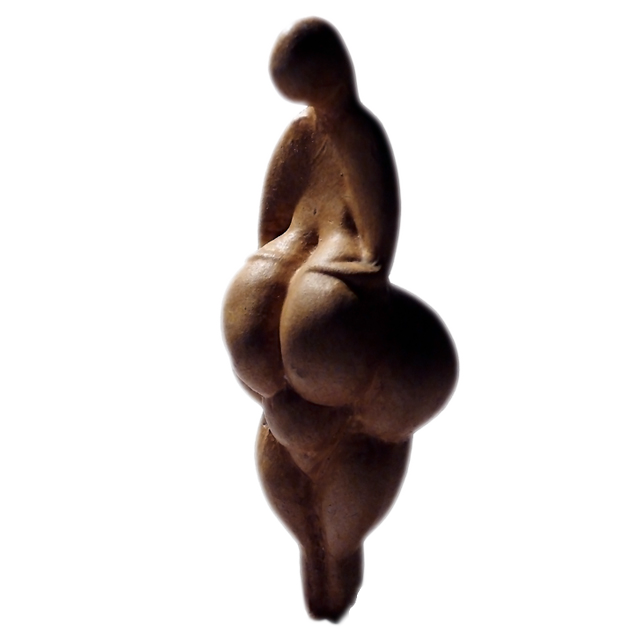
فينوس دي ليبيغ، منحوتة من العاج ترجع إلى العصر الحجري القديم، من مقتنيات المتحف

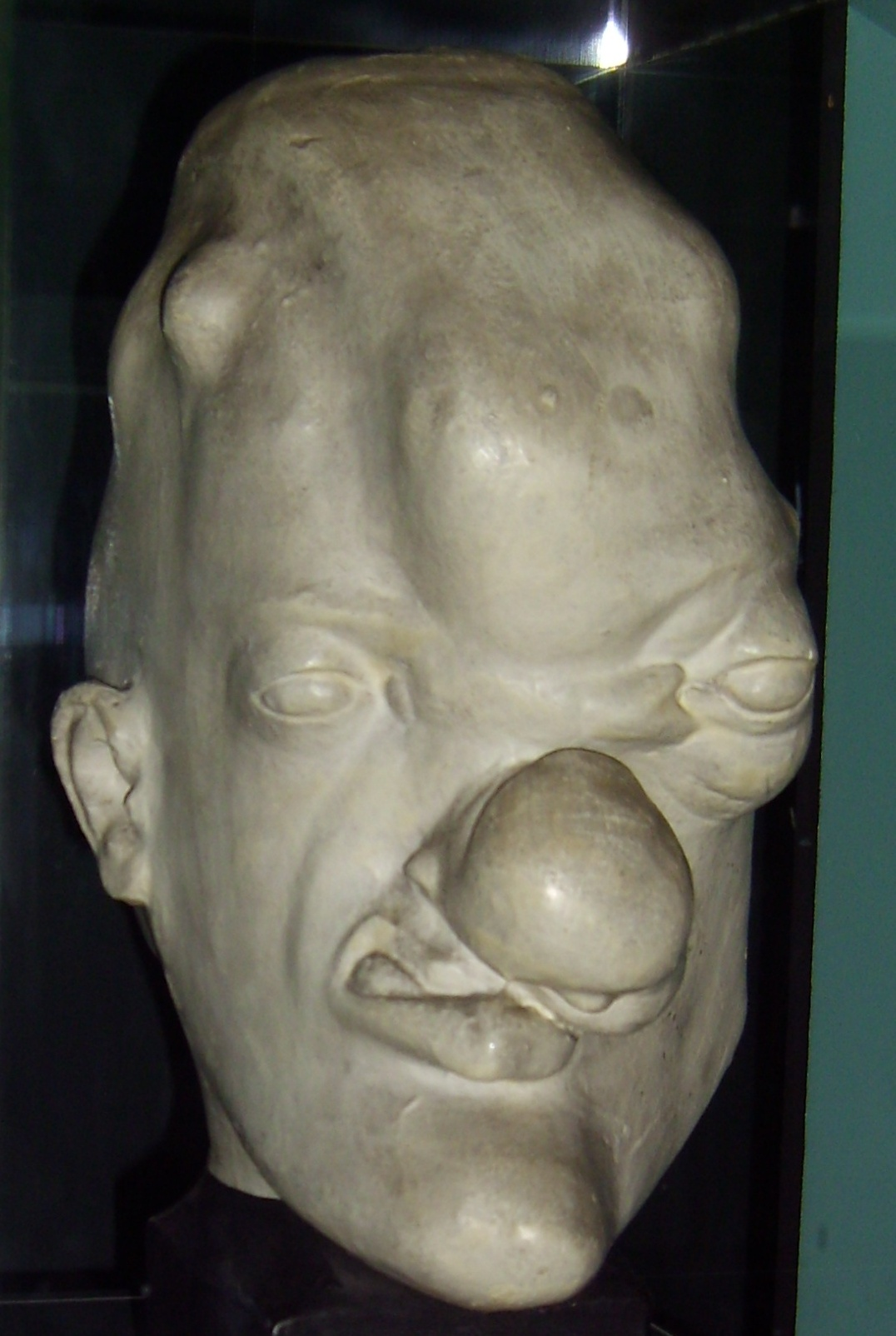
صورة مجسمة من رأس مريض بمرض الزهري الثالثي، من مقتنيات متحف الإنسان

- جمجمة سليمان الحلبي، الطالب الأزهري السوري الذي قتل الجنرال كليبر قائد الحملة الفرنسية في مصر. ومكتوب تحت الجمجمة كلمة مجرم بالفرنسية.
- جمجمة الفيلسوف الفرنسي رينيه ديكارت.
- فينوس الهوتنتوت (عرضت بالمتحف حتى سنة 1974)
- جمجمة كريستالية

## وصلات خارجية
- معلومات عن المتحف (بالفرنسية) نسخة محفوظة 21 أكتوبر 2007 على موقع واي باك مشين.
- المكتبة الملحقة بمتحف الإنسان (بالفرنسية)
- الموقع الرسمي للمتحف الوطني الفرنسي للتاريخ الطبيعي